# Teorie velkého třesku (6. řada)
V pořadí šestá řada seriálu Teorie velkého třesku navazuje na pátou řadu. V premiéře ji vysílala americká televize CBS ve vysílací sezóně 2012/2013. První díl odvysílala 27. září 2012 a poslední 24. díl 16. května 2013.

## Seznam dílů
| Č. v seriálu | Č. v řadě | Původní název                  | Český název                        | Režie           | Premiéra v USA     | Premiéra v ČR    | Produkční kód |
| --- | --------- | ------------------------------ | ---------------------------------- | --------------- | ------------------ | ---------------- | ------------- |
| 112 | 1         | The Date Night Variable        | Variabilita večera ve dvou         | Mark Cendrowski | 27. září 2012      | 23. května 2013  | 601           |
| Raj se svěří Sheldonovi, jak osaměle se po odletu Howarda na ISS cítí a Sheldon jej pozve na výroční večeři s Amy, což Amy vůbec nepotěší. Raj je vyhozen a odchází k Penny, u níž je i Leonard. Leonard sice připravil vše potřebné pro fajn večer, ale zároveň ji irrituje neustálými dotazy na jejich vztah. Proto Penny přítomnost Raje vítá. Rychle zjistí, že to nebyl ideální nápad, neboť rozjetý Raj splétá o hloubce jejich vztahu a nutí Penny říci Leonardovi, že ho miluje. Je opět vyhozen. Howard se vlastní slabostí dostal do nezáviděníhodné situace. Nedokáže matce říci, že chce bydlet s Bernadette a zároveň Bernadette lže, že už tak učinil. Za toto nerovné jednání si vyslouží pohrdání ruského kolegy na ISS Dimitrije Rezina. |           |                                |                                    |                 |                    |                  |               |
| 113 | 2         | The Decoupling Fluctuation     | Potenciální možnost rozchodu       | Mark Cendrowski | 4. října 2012      | 27. května 2013  | 602           |
| Penny se svěří před Bernadette a Amy, že si není jistá svým citem k Leonardovi. Amy tuto zprávu tlumočí v kině Sheldonovi, čímž ho vystaví do nepříjemné situace, jelikož ten nedokáže udržet dlouho tajemství. Sheldon se tedy snaží naznačit Leonardovi, že by se měl poohlédnout po jiné dívce, ale Leonard nechápe, o čem Sheldon mluví. Poté za něj Sheldon intervenuje u Penny, řekne jí, aby neubližovala jeho příteli. Penny zjistí, že nedokáže Leonardovi říci, jak se věci mají. Howarda Wolowitze ve skupince pomalu nahrazuje Stuart Bloom, prodavač z obchodu s komiksy. Wolowitz se mezitím potýká na ISS s prvními problémy, ostatní členové z něj mají legraci. Howard si stěžuje Bernadette, že jsou na něj zlí, nutí jej např. uklízet záchod bez štětky. |           |                                |                                    |                 |                    |                  |               |
| 114 | 3         | The Higgs Boson Observation    | Poznatek o Higgsově bosonu         | Mark Cendrowski | 11. října 2012     | 28. května 2013  | 603           |
| Howardovi na ISS schází gravitace. Uzavřené prostředí kosmické stanice na něj také doléhá, začíná trpět paranoiou. Na psychice mu nepřidá, když se dozví, že ruský modul, který jej měl s ostatními dopravit na Zemi bude mít ještě minimálně týden zpoždění. Sheldon si najal osobní asistentku - Alex Jensonovou, aby mu zkontrolovala zápisky z dětství. Doufá, že z nich vytěží materiál pro nominaci na Nobelovu cenu stejně jako se to povedlo Peteru Higgsovi. Alex vyvolá žárlivost nejprve u Amy a posléze i u Penny, která ji spatří v zaujatém rozhovoru s Leonardem. |           |                                |                                    |                 |                    |                  |               |
| 115 | 4         | The Re-Entry Minimization      | Minimalizace dopadu návratu        | Mark Cendrowski | 18. října 2012     | 29. května 2013  | 604           |
| Howard se vrací z vesmírné mise a těší se na shledání s manželkou a přáteli. Bernadette jej čeká na letišti sama, chce jej mít jeden den pouze pro sebe. Ale protože je nadopovaná prášky, brzy usíná. Howard jde domů, kde jej čeká další překvapení - matka má návštěvu. Je to Wolowitzův zubař. Příliš nepochodí ani u Rajeshe, protože ten se chystá se Stuartem na karaoke dvojic. Leonard se Sheldonem hrají tento večer hry proti Penny a Amy a nedaří se jim. Dokonce ani v matematice nedokáží dámské duo porazit. Když dovnitř vejde Howard, všichni právě soutěží v pojídání koláče bez pomoci rukou a nepřejí si být rušeni. Wolowitz získá pocit, že nikomu na něm nezáleží. |           |                                |                                    |                 |                    |                  |               |
| 116 | 5         | The Holographic Excitation     | Holografická stimulace             | Mark Cendrowski | 25. října 2012     | 30. května 2013  | 605           |
| Howard už začíná být otravný s věčným připomínáním toho, že byl v kosmu a tak mu Bernadette zakáže o tom mluvit. Stuart chystá ve svém obchodě halloweenskou party, s organizací mu pomáhá Raj. Amy by chtěla jít na party se Sheldonem jako jednotný pár, ale nemůže se s ním shodnout na kostýmech. Penny se začne více zajímat o Leonardovu práci a navštíví jej v zaměstnání. Když jí Leonard promítne holografickou projekci tužky, Země a galaxie, dostane na něj Penny chuť a její návštěva skončí sexem v laboratoři. Wolowitz je nerudný, když se nemůže chlubit svým úspěchem. Že to není vhodné mu vysvětlí Bernadette a zejména Raj, který mu pošle video s nafoukaným Buzzem Aldrinem. |           |                                |                                    |                 |                    |                  |               |
| 117 | 6         | The Extract Obliteration       | Výmaz pasáže                       | Mark Cendrowski | 1. listopadu 2012  | 3. června 2013   | 606           |
| Penny začne chodit na vysokou a řekne to Leonardovi až se zpožděním. Jak správně předpokládala, měl by tendence všechny práce psát za ni. Chce mu/sobě dokázat, že to zvládne sama. Když má Penny vypracovat esej na téma otroctví, udělá to a nedovolí Leonardovi, aby si ji přečetl. Ten to ale nevydrží a v noci si ji tajně přečte. Zdá se mu špatná a tak ji přepíše, ráno ji pak předá Penny. Ta se na něj za to vztekne. Po několika dnech mu donese ukázat dobrou známku za „svou“ práci, ačkoli ji za ni napsala Amy s Bernadette. Sheldon hraje Scrabble se svým idolem, teoretickým fyzikem Stephenem Hawkingem a porazí jej. Když se Hawking potom neozývá, Sheldona to trápí. Howard mu prozradí, že Hawking neumí prohrávat. Když se fyzik znovu uvolí ke hře, nechá jej dr. Cooper vyhrát, za což pak sklidí od Hawkinga posměch. |           |                                |                                    |                 |                    |                  |               |
| 118 | 7         | The Habitation Configuration   | Párové dilema                      | Mark Cendrowski | 8. listopadu 2012  | 4. června 2013   | 607           |
| Sheldon točí další díl pořadu o vexilologii a jako hosta si pozve Wila Wheatona. Ten se ovšem při natáčení pohádá s Amy a Sheldon se nepřímo postaví na jeho stranu. Naštvaná Amy odmítne jeho chabé pokusy o omluvu, takže se Sheldon zajde uklidnit do baru. Penny mu místo čaje podstrčí alkoholický nápoj Long Island. Opilý Sheldon se pokusí přinutit Wila k omluvě násilím, ale ten se omluví dobrovolně, načež mu Sheldon pozvrací záhonky. Na natáčení pak místo Wila pozve LeVara Burtona, kterého Amy zkritizuje ještě víc. Bernadette nutí Howarda, aby se přestěhoval do jejich domu a ten jejímu tlaku nakonec podlehne. Při stěhování s Leonardem a Rajeshem se mu vybaví hezké vzpomínky a podělí se s nimi i s Bernadette. Ta se cítí provinile, že paní Wolowitzové odlákala syna, a donutí Howarda přestěhovat své věci zase zpátky. |           |                                |                                    |                 |                    |                  |               |
| 119 | 8         | The 43 Peculiarity             | Záhada čísla 43                    | Mark Cendrowski | 15. listopadu 2012 | 5. června 2013   | 608           |
| Howard si všimne, že Sheldon každý den za poslední měsíc na 20 minut někam zmizí, a rozhodne se to s Rajeshem prozkoumat. Penny se na vysoké škole seznámí se spolužákem a Leonard pochopitelně začne žárlit. Jeho pokus o zastrašení soka Penny prohlédne. Následuje slovní výměna, při které mu poprvé řekne, že ho miluje. Rozrušený Leonard pak nepozná, že po něm jede Sheldonova asistentka Alex. Raj a Howard objeví prázdnou místnost, do které se Sheldon na 20 minut zavírá a na ní tabuli s číslem 43. Přemýšlení nad významem čísla nikam nevede, takže Wolowitz do místnosti nastraží kameru. Sheldon to zjistí a připraví pro oba hrůzostrašné překvapení, načež jim odmítne prozradit, na čem doopravdy pracuje. Ve skutečnosti zde Sheldon trénuje s hakisákem a 43 je počet doteků předtím, než mu míček spadl na zem. |           |                                |                                    |                 |                    |                  |               |
| 120 | 9         | The Parking Spot Escalation    | Konflikt s parkovacím místem       | Peter Chakos    | 29. listopadu 2012 | 6. června 2013   | 609           |
| Howard se přátelům chlubí novým automobilem, přičemž se zmíní že parkuje na místě č. 294. To je však Sheldonovo místo. Ten se ho nehodlá vzdát, i když nevlastní auto a ani nemá řidičský průkaz. Mezi přáteli se rozhoří spor, který eskaluje do vzájemných naschválů a přenese se i na partnerky. Amy se rozhádá s Bernadette. Odnese to Penny, která dostane zásah kabelkou Amy, která mířila na Bernadette. Sheldon si vezme Howardovu helmu, ten si na oplátku udělá nahý pohodlí na jeho oblíbeném místě a vypůjčí si jeho notebook. Konflikt urovnává Raj, který přesvědčí Howarda, aby se místa vzdal. Sheldon mu parkovací místo nechá, Wolowitz ale musí říct, že je lepší než on. Sheldon pak odnese do čistírny část pohovky, na které seděl nahý Wolowitz, protože na ní nestrpí jeho „anální podpis“ neboli vizitku konečníku. |           |                                |                                    |                 |                    |                  |               |
| 121 | 10        | The Fish Guts Displacement     | Technika vykuchání ryby            | Mark Cendrowski | 6. prosince 2012   | 10. června 2013  | 610           |
| Amy má jít v Sheldonově doprovodu na pohřeb kolegy, ale onemocní a nikam nejde. Podle Dohody spoluchodících by se o ni měl Sheldon starat; sice se mu ze začátku nechce, jenže pak překvapivě souhlasí. Následkem tohoto rozhodnutí je několik velmi erotických situací (alespoň pro Amy), včetně mazání mastičky po hrudníku nebo horká koupel. I po uzdravení pokračuje v obelhávání, ale Sheldon na to přijde a hrozí jí trestem. Nakonec se rozhodne jí naplácat, což Amy samozřejmě považuje za další vzrušující erotický zážitek. Howarda čeká další oběd s Bernadette u tchána, který je pro něj utrpením, protože nemají nic společného. Na nátlak svých manželek oba souhlasí, že pojedou na ryby. Jenže Howard tyhle "chlapské" věci nezná, takže požádá Penny, aby ho to naučila. Z rybářského výletu pak sejde a oba muži vyrazí místo toho do indiánského kasina u Palm Springs. |           |                                |                                    |                 |                    |                  |               |
| 122 | 11        | The Santa Simulation           | Vánoční deziluze                   | Mark Cendrowski | 13. prosince 2012  | 11. června       | 611           |
| Sheldon, Leonard, Howard, Raj a Stuart hrají v sobotu večer Dungeons & Dragons, z čehož nemají radost Penny, Amy a Bernadette. Rozhodnou se udělat si dámskou jízdu, do které přiberou Raje. V baru přijde na přetřes téma Rajova citového vzplanutí k Penny a Bernadette. Rajesh už má něco vypito a tak poněkud necitlivě prohlašuje, že by se nikdy nezamiloval do Amy. Ta se kvůli tomu necítí dobře, ale nakonec s ním najde společnou řeč, když si vypráví o nepříjemných chvílích v osamělosti. Leonard pojal hru Dungeons & Dragons vánočně, cílem podzemního dobrodružství je osvobodit zajatého Santa Clause. To se moc nezamlouvá Sheldonovi, který nemá Vánoce v oblibě. Nakonec všechny otráví zazpíváním celé koledy Dobrý král Václav (anglicky Good King Wenceslas). Když má jako jediný možnost Santa Clause osvobodit, z averze k němu to neudělá (protože mu Santa v dětství nebyl schopen vrátit oblíbeného dědečka, který zemřel). |           |                                |                                    |                 |                    |                  |               |
| 123 | 12        | The Egg Salad Equivalency      | Metafora o vaječném sendviči       | Mark Cendrowski | 3. ledna 2013      | 12. června 2013  | 612           |
| Alex pozve Leonarda na rande. To začne vadit Sheldonovi, takže se Amy, Penny a Bernadette zeptá na radu, ale přitom nechce prozradit ničí jména. Všechny tři to samozřejmě prohlédnou a Penny začne na Alex žárlit, ale Sheldon žádnou radu nedostane. Při rozhovoru pak svou asistentku urazí a ta něj podá stížnost. Při dalším rozhovoru na Oddělení lidských zdrojů Sheldon nepochopí, co udělal špatně, a následně na Leonarda, Rajeshe a Howarda práskne kompromitující informace. Alex se sice potom omluví, ale protože je jeho čas velmi cenný, přinutí ji absolvovat internetový seminář na téma sexuálního obtěžování, který měl přitom podstoupit on sám. Leonard Penny slíbí, že se mezi ním a Alex nic nestane. Penny se s celou situací vypořádá tak, že když není chytrá, alespoň tak může vypadat. Sežene si hipster brýle, které Leonardovi přijdou velmi atraktivní a situace skončí sexem. |           |                                |                                    |                 |                    |                  |               |
| 124 | 13        | The Bakersfield Expedition     | Expedice do Bakersfieldu           | Mark Cendrowski | 10. ledna 2013     | 13. června       | 613           |
| Kluci vyrazí do Bakersfieldu na komiksový Comic-Con a s sebou si vezmou kostýmy i make-up. Po cestě se rozhodnout navštívit Vasquezovy skály, kde se natáčelo mnoho epizod Star Treku a zde si udělat pár vlastních fotek. Když se převlečou a nalíčí, někdo jim ukradne jejich auto a jsou nuceni jít pěšky k nejbližší benzínce, aby zavolali policii. Únava, posměšky ostatních lidí i policisty je nakonec od výpravy do Bakersfieldu odradí a vrací se domů. Holky nedokážou pochopit, proč jsou pro kluky komiksy vlastně tak důležité a vyrazí do Stuartova obchodu nějaké koupit. Následná debata u Penny v bytě se postupně zvrhne v ostré slovní přestřelky o podstatě magických vlastností Thorova kladiva. Kluci dorazí právě včas, aby své přítelkyně uklidnili a vše jim vysvětlili. |           |                                |                                    |                 |                    |                  |               |
| 125 | 14        | The Cooper/Kripke Inversion    | Kripke-Cooperova inverze           | Mark Cendrowski | 31. ledna 2013     | 17. června       | 614           |
| Sheldon a Barry Kripke jsou přinuceni pracovat spolu, protože univerzita nemá peníze na dva fúzní reaktory. Sheldon je ze začátku pobouřený že musí pracovat s Barrym, ale pak zjistí, že jeho kolega je daleko před ním a upadne do deprese. Kripke přijde s teorií, že Sheldon nestíhá proto, že si po nocích užívá sex s Amy a Sheldon, aby zamaskoval svoji neschopnost, ho při tom nechá. Penny se pak přímo Sheldona zeptá, jestli se s Amy někdy skutečně vyspí. Sheldon prohlásí, že je to možné. Howard a Raj si za 1 000 dolarů objednají akční figurky vyrobené podle jejich vzhledu. Jenže Howardova má obrovský nos a Rajeshova příliš tmavý odstín pleti, což se jim vůbec nelíbí. Proto si koupí 3-D tiskárnu a začnou si vyrábět vlastní věci. Jenže Howard na zaplacení tiskárny použil Bernadettiny peníze a ta to považuje za nesmyslné utrácení, takže svého manžela odstřihne od účtů. Howard pak svůj podíl prodá Rajeshovi a musí se naučit zacházet s penězi. |           |                                |                                    |                 |                    |                  |               |
| 126 | 15        | The Spoiler Alert Segmentation | Kritické dopady vyzrazení zápletky | Mark Cendrowski | 7. února 2013      | 18. června       | 615           |
| Sheldon prozradí Leonardovi, že v knize Harry Potter a princ dvojí krve Brumbál zemře. Leonard se hodně naštve a prohlásí, že se stěhuje k Penny. Howard a Bernadette jedou spolu s několika kolegy za odměnu do Las Vegas a Howard poprosí Rajeshe, aby večer dělal společnost jeho matce. Po večeři chce Raj odejít, jenže Howardova matka ho začne citově vydírat a tak zůstane. Druhý den se probudí v Howardově posteli a ten ho prostřednictvím mobilního telefonu varuje, že ho jeho matka chce udržet v domě za každou cenu. Raj se pak v hedvábném pyžamu neúspěšně pokusí utéct oknem. Leonard se nastěhuje k Penny, která z toho není nadšená. A protože má Sheldon volné místo, chce se k němu nastěhovat Amy, což se zase nelíbí Sheldonovi. Nakonec dojde ke konfrontaci všech čtyř osob, jejímž výsledkem je návrat Leonarda k Sheldonovi. |           |                                |                                    |                 |                    |                  |               |
| 127 | 16        | The Tangible Affection Proof   | Nesporný důkaz náklonnosti         | Mark Cendrowski | 14. února 2013     | 19. června       | 616           |
| Je Valentýn a Leonard vezme Penny do restaurace, kde se k nim připojí Howard s Bernadette. Oba manželé mají problémy, protože Bernadette dlouho pracuje a Howard kašle na domácí práce, a místo toho radši hraje Assassin's Creed. Nakonec se udobří, protože problémy Leonarda a Penny se zdají mnohem horší. Penny totiž u vedlejšího stolu zahlédne svého bývalého přítele se svou bývalou kamarádkou, který ji požádá o ruku a Penny je kvůli tomu naštvaná. Po návratu z restaurace se Penny Leonardovi omluví a ten navrhne, že už ji nikdy nepožádá o ruku. Místo toho teď bude muset Penny požádat Leonarda. Sheldon má jít s Amy také na večeři, ale místo toho Amy navrhne, aby zůstali doma, což je její forma dárku. Sheldon na oplátku oficiálně uvede Amy jako osobu, kterou volat v případě zdravotních problémů. Amy je nadšená, ale jen do chvíle, než ji Sheldon začne otravovat svými vymyšlenými chorobami. Raj a Stuart uspořádají v obchodě s komiksy párty pro všechny osamělé. Raj pronese pěknou řeč, ve které nabádá ostatní, aby si z toho nic nedělali. Když si pak kvůli projevu domluví rande s Lucy, pošle ostatní do háje. |           |                                |                                    |                 |                    |                  |               |
| 128 | 17        | The Monster Isolation          | Vytěsnění monstra                  | Mark Cendrowski | 21. února 2013     | 20. června       | 617           |
| Raj jde na rande s Lucy, jenže ta během schůzky uteče záchodovým okénkem a Raj kvůli tomu upadne do depresí. Lucy mu po Howardovi adresuje omluvu a své telefonní číslo. Problémem je, že Lucy má také psychické problémy. Nakonec se znovu sejde s Rajeshem a domluví si další rande, protože Raj upozorní na své chyby a podivnosti. Sheldon točí další díl pořadu o vexilologii a jako hosta si pozve Penny. Ta mu dá několik užitečných rad ohledně řeči těla, ale Sheldon ji poděkuje až poté, co ho k tomu popostrčí Amy. Penny ho za to pozve na divadelní představení Tramvaj do stanice Touha, ve kterém hraje, a Sheldona svým výkonem ohromí. |           |                                |                                    |                 |                    |                  |               |
| 129 | 18        | The Contractual Obligation     | Implementace smluvního závazku     | Mark Cendrowski | 7. března 2013     | 24. června 2013  | 618           |
| Leonard, Sheldon a Howard mají podle smlouvy pomoci své univerzitě tím, že pobídnou ženy k práci ve vědě. Sheldon navrhne, aby zkusili zaujmout dvanáctileté dívky a Howard zavolá na svou základní školu, aby domluvil podrobnosti. Mezitím Rajesh svolá holky, aby mu pomohly s prvním rande s Lucy. Žádnou radu nedostane, holky místo toho naplánují výlet do Disneylandu. Raj se rozhodne pro piknik v knihovně, během nějž s Lucy komunikují pomocí textových zpráv. Místo toho, aby studentky přilákali, je Howard, Leonard a Sheldon svým výkladem spíš odradí. Sheldon nakonec situaci zachrání tím, že zavolá skutečným ženám ve vědě, Amy a Bernadette. Obě dvě, převlečené za Popelku a Sněhurku jim vysvětlí, že není důležité, jak vypadají, ale jak myslí. |           |                                |                                    |                 |                    |                  |               |
| 130 | 19        | The Closet Reconfiguration     | Přeorganizování kumbálu            | Anthony Rich    | 14. března 2013    | 25. června 2013  | 619           |
| Howard a Bernadette uspořádají večeři pro své přátele, a protože Sheldon naštve hostitelku, musí za to uklidit jejich šatník, i když pro něj je to zábava. Přitom objeví dopis pro Howarda, který mu poslal jeho otec k osmnáctým narozeninám. Howard ho nikdy nečetl a nechce to udělat ani teď, takže ho raději spálí. Obsah dopisu ovšem zná Sheldon, a Penny, Amy a Bernadette ho přinutí, aby jim ho vyzradil. Leonard a Penny také uspořádají večeři pro přátele, na které se Howard naštve, když se provalí, že všichni kromě něj znají obsah dopisu. Sheldon nakonec najde řešení pomocí makroskopického příkladu kvantové superpozice: každý z přátel si připraví jednu verzi toho, co mohlo být napsáno v dopisu a řekne ji Howardovi, ale pouze jedna verze je správná. Howard se uklidní a všichni poté společně dokončí večírek. |           |                                |                                    |                 |                    |                  |               |
| 131 | 20        | The Tenure Turbulence          | Rozepře o definitivu               | Mark Cendrowski | 4. dubna 2013      | 26. června 2013  | 620           |
| Profesor Tupperman zemře a tím se uvolní jedno místo pro zaměstnance Caltechu, který dostane definitivu. Raj, Sheldon, Leonard a Barry Kripke začnou o pozici bojovat všemi dostupnými prostředky k radosti Howarda, který je přirovná k surikatám. Na pohřbu profesora Tuppermana se všichni přátelé pohádají, ale nakonec se udobří, i když ve svých akcích pokračují, protože nikdo z nich nechce, aby definitivu dostal Kripke. |           |                                |                                    |                 |                    |                  |               |
| 132 | 21        | The Closure Alternative        | Alternativa zakončení              | Mark Cendrowski | 25. dubna 2013     | 27. června 2013  | 621           |
| Při mazání nahraných programů se Sheldon dozví, že seriál Alphas byl po druhé sezóně ukončen, což ho naštve. Amy správně poukáže na jeho posedlost ukončováním věcí a s pomocí behaviorální neurovědy pro něj připraví sérii cvičení, aby problém překonal. Sheldona celá akce jenom víc naštve a nakonec si stejně všechno udělá po svém. Leonard se nadchne pro seriál Buffy, přemožitelka upírů, protože si myslí, že se bude líbit i Penny. Její chladný přístup ho ovšem zklame. Penny si to uvědomí a do budoucna se pokusí být více zapálená do věcí, na kterých jí záleží. Raj najde Lucyin blog, ve kterém se jeho přítelkyně zmíní, že jí ze začátku připadal trochu zženštilý. Na společné večeři se pak Raj snaží chovat mužně, což Lucy pochopitelně vyděsí a chce odejít. Nakonec se Raj přizná, že si přečetl její blog a Lucy zůstane. |           |                                |                                    |                 |                    |                  |               |
| 133 | 22        | The Proton Resurgence          | Experimenty s Protonem             | Mark Cendrowski | 2. května 2013     | 1. července 2013 | 622           |
| Sheldon najde na internetu Profesora Protona, vědce, který předvádí vědecké pokusy dětem. V dětství ho měl rád, tak si ho s Leonardem pozvou k sobě, aby jim nějaké pokusy předvedl. Profesorovi je 83 let, a při předvádění pokusů přestane a řekne jim, že už nechce být Profesor Proton. Má totiž skutečný titul z vědy, ale vždy byl ostatním vědcům pro legraci. Postihne ho srdeční slabost a je odvezen do nemocnice. Sheldon ho navštíví a dozví se, že Profesor měl předvádět jedné rodině svou show, tak požádá Sheldona, jestli by to nepřevzal, protože právě on zná jeho pořad nejlépe. Sheldon je nadšen a dá si přezdívku Profesor Proton Jr. Mezitím Howard a Bernadette hlídají Rajeshova psa, kterého ztratí při procházce v parku. Někdo ho nalezne, ale zavolá Rajeshovi, který o ztrátě neměl tušení. Nechá Howarda a Bernadette chvíli ve stresu, a potom jim zavolá. Bernadette mu ale vynadá, že tohle neměl dělat. |           |                                |                                    |                 |                    |                  |               |
| 134 | 23        | The Love Spell Potential       | Potenciál kouzla lásky             | Anthony Rich    | 9. května 2013     | 2. července 2013 | 623           |
| Dívky vyrážejí do Vegas, kluci hrají Dračí doupě. Rajesh je opustí, protože bude mít rande s Lucy. Dívky se vracejí zpátky, protože Amy na letišti uhodila ženu z ochranky. Přidávají se do hry. Ostatní navrhují, aby měly postavy Sheldona a Amy ve hře sex. Amy to ale pohorší a odejde do Sheldonova pokoje. Ten ji přijde utěšit. Amy mu říká, že ostatní si myslí, že jejich vztah je jen pouhý vtip. Sheldon nesouhlasí. Amy se ptá, jestli někdy budou mít intimní vztah. Sheldon odpoví, že to, co s Amy mají, je pro něj extrémně intimní. Pokračuje ve hře s Amy, a nadnáší erotickou atmosféru. Rajesh mezitím s Lucy řeší, že by měla občas dát najevo svůj nesouhlas. Jsou v restauraci, a Lucy není spokojená se svým jídlem, Rajesh zavolá číšníka, Lucy ale zpanikaří a uteče na záchod, kde vyleze oknem ven. Rajesh se mezitím ven dostane, a ptá se jí, proč odešla, odpovídá, protože jí tlačil k něčemu co nechce. Má z toho strach, Rajesh jí ale řekne, že jí má rád, a její strach je to, co ho na ní přitahuje. Oba se políbí.                                                                                                   |           |                                |                                    |                 |                    |                  |               |
| 135 | 24        | The Bon Voyage Reaction        | Reakce na bon voyage               | Mark Cendrowski | 16. května 2013    | 3. července 2013 | 624           |
| Stephen Hawking pořádá expedici do Severního moře k ověření jedné ze svých teorií, a protože jeden z experimentálních fyziků vypadl, Howard doporučí Leonarda. Všichni se s ním chtějí před odjezdem oficiálně rozloučit na večírku, na který Raj také pozve Lucy, která je z toho velmi nervózní. Jako test zkusí Lucy poznávací večeři s Rajeshem a Amy, jenže Raj na ni tlačí a večeře nedopadne dobře. Když pak má dorazit na rozlučku, nepřijde a Rajeshovi napíše zprávu, že se rozchází. Raj je z toho zdrcený a tak se ho Penny druhý den při zpáteční cestě z letiště pokusí utišit. Při jejich rozhovoru vyjde najevo, že Raj od včerejška nepil a přesto je schopný mluvit s Penny. To mu dodá novou naději do budoucna, jenom teď nedokáže zavřít pusu a stále mluví. |           |                                |                                    |                 |                    |                  |               |